# Mołstówka
Mołstówka – potok, dopływ Czernicy na Równinie Gryfickiej, w woj. zachodniopomorskim, w gminie Sławoborze.
Mołstówka bierze swe źródła na południe od wsi Krzesimowo, na północny zachód od Sławoborza.
Płynie na północ od Krzesimowa, dalej zmienia bieg na zachód i południowy brzeg. Biegnie koło osady Drzeń, następnie łączy się ze strugą Czernicą, do której uchodzi przy lewym brzegu na północny zachód od wsi Mysłowice
Nazwę Mołstówka wprowadzono urzędowo w 1949 roku, kiedy zastępując niemiecką nazwę potoku – Molstow Bach.